# ウィーン楽派
ウィーン楽派（ウィーンがくは 独: Wiener Schule 英: First Viennese School）は、ハイドン、モーツァルト、ベートーヴェンに代表される、18世紀後半～19世紀初頭にウィーンで活躍した古典派音楽の作曲家達のことを指す。日本においては、ドイツ語のWiener Klassikに由来するウィーン古典派という言い方がより一般的であり、「ウィーン楽派」という言い方は新ウィーン楽派（独: Zweite Wiener Schule又はNeue Wiener Schule）との対比の観点から用いられる場合がある。